# Gouden Televizier-Ring Gala
Der Gouden Televizier-Ring Gala ist eine jährliche Fernsehgala, bei der die bedeutendsten niederländischen Fernsehpreise für die besten Fernsehsendungen vergeben werden.
Der Name entstammt der seit 1960 erscheinenden, (vordergründig) preisverleihenden Programmzeitschrift TeleVizier.

## Geschichte
Ab 1958 organisierte der 1940 eingerichtete Prins Bernhardfonds den sogenannten „Televisieprijs“ (Fernsehpreis). Als der Fonds diese Preisvergabe einstellte, beschlossen die Fernsehkritiker einen eigenen Preis zu schaffen: die Zilveren Nipkowschijf (Silberne Nipkow-Scheibe), die 1961 erstmals vergeben wurde. Diesen Preis gibt es noch immer. Die Rundfunkzeitschrift der AVRO, Televizier, beschloss daraufhin, eine eigene öffentliche Preisveranstaltung abzuhalten.

## Organisation
Die Gala wird von der Rundfunkgesellschaft AVROTROS organisiert und ausgestrahlt (bis 2013 noch AVRO). Die Preisvergabe wird organisiert von dem Herausgeber verschiedener Fernsehzeitschriften (darunter auch des namengebenden Blatts TeleVizier), dem Hilversumer Verlag Bindinc. Ab 2022 kann die Öffentlichkeit nur noch über die verlagseigene Website TVgids.nl abstimmen. Die Gala findet stets im Oktober in Amsterdam statt. Die einzelnen Veranstaltungsorte waren und sind: das Muziekgebouw aan 't IJ (2004–2006), das Koninklijk Theater Carré (2007–2015, 2020–2022) und das AFAS Live (2016–2019).
Die erste Veranstaltung der Gouden Televizier-Ring Gala fand am 23. Oktober 1964 im Vondelparkpaviljoen statt.

## Preiskategorien
Die einzelnen Preise lauten Gouden Televizier-Ring für die beliebteste Sendung, den Televizier-Ster (Stern) Presentator für den oder die beliebteste/n Moderator/in, Televizier-Ster Acteur für den/die beliebtesten Schauspieler oder Schauspielerin, den Televizier-Ster Jeugd für die beliebteste Jugendsendung (vor 2019 Gouden Stuiver), der Televizier-Ster Talent für das beliebteste neue Talent (vor 2019 Televizier Aanstormend Talent Award), der Televizier-Ster Impact für die beliebteste begleitende Website einer Sendung, den Televizier-Ster Digital Impact (vor 2019 Digital Impact Award) und der Televizier-Ster Online-videoserie. Früher wurde auch noch die Zilveren Televizier Tulp für die beliebteste ausländische Sendung vergeben. Die Preise für Moderatoren und Schauspieler dürfen jeweils nur dreimal hintereinander an dieselbe Person vergeben werden. Anschließend müssen diese dann mindestens für ein Jahr aussetzen.
Es gibt daneben noch den Televizier Oeuvre Award. Dieser wird jedoch nur selten ausgereicht. Es ist ein Lebenswerkpreis für jemanden, der viele Jahre lang im niederländischen Fernsehen präsent war. Er wurde bislang vier Mal vergeben. 1974 an Willem Duys, 2009 an Mies Bouwman, 2015 an Linda de Mol und 2020 an Ivo Niehe.
Bei dem Gouden Televizier-Ring kann das niederländische Fernsehpublikum seinen Favoriten unter zuvor Nominierten wählen. Anfänglich geschah dies per Postbrief, später per Telefon, SMS und Internet. Bis 1996 durften nur die Leser der Programmzeitschrift TeleVizier wählen, danach alle.
Seit 2022 wird der Preis Televizier-Ster Impact für eine Sendung oder ein Online-Video verliehen, das in der niederländischen Gesellschaft eine große Wirkung erzielt hat. Programme, Interviews, Dokumentarfilme oder Diskussionen, die einen Nerv der Öffentlichkeit treffen, ein Thema auf die Tagesordnung setzen oder eine dringend benötigte Diskussion in der niederländischen Gesellschaft auslösen, haben eine Chance.
1991 erhielt erstmalig ein kommerzieller Sender den Preis. RTL gewann den prestigeträchtigen Ring damals mit der Sendung Friends for Life. Danach gewann der Sender den Preis noch elf weitere Male.

## Gastgeber
Die Gastgeber der Gala wurden und werden repräsentiert durch bekannte Gesichter der AVRO-Rundfunkgesellschaft. Darunter Jos Brink, Rolf Wouters, Tooske Ragas und Jan Smit.

### Nominierte und Gewinner

#### Sortiert nach Jahr
Die folgenden Programme und Personen wurden in den letzten Jahren nominiert und ausgezeichnet. Letztere sind fett gedruckt.
| Jahr | Gouden Televizier-Ring | Televizier-Ster Presentator (2000–heute) Televizier-Ster Presentatrice (2000–2021) De Viva-Ster (1997–1999) De Bewondering (1998–1999) Panorama TV Personality Prijs (1997) | Televizier-Ster Presentator (2000–heute) Televizier-Ster Presentatrice (2000–2021) De Viva-Ster (1997–1999) De Bewondering (1998–1999) Panorama TV Personality Prijs (1997) | Televizier-Ster Acteur/Actrice (2016–heute) Zilveren Soap Award (2002)                                                                                           | Televizier-Ster Jeugd (2019-heute) Gouden Stuiver (2000–2018) Margriet Kinderprijs (1997–1999)                                                                   | Televizier-Ster Talent (2008–heute) | Televizier-Ster Impact (2022–heute) Televizier-Ster Digital Impact (2018–2019) Zilveren Televizier Tulp (1992–2000)                                              | Televizier-Ster Online-videoserie (2019–heute) |
| ---- | --- | --- | --- | --- | --- | --- | --- | --- |
| 2024 | Dwars door de Lage Landen (VPRO/VRT) (55%) B&B Vol Liefde (RTL 4/Videoland) Denkend aan Holland (Omroep MAX)                                                     | Tim Hofman (BNNVARA) André van Duin (Omroep MAX) Ewout Genemans (RTL/Videoland)                                                                                             | Tim Hofman (BNNVARA) André van Duin (Omroep MAX) Ewout Genemans (RTL/Videoland)                                                                                             | Frank Lammers (Netflix) Elise Schaap (Netflix) Pierre Bokma (EO)                                                                                                 | H3L (Videoland) Alles Flex (KRO-NCRV) Mollenstreken (AVROTROS)                                                                                                   | Merel Ek (SBS6) Estavana Polman (SBS6) Monica Geuze (Videoland)                                                                                                  | De Joodse Raad (EO) Eurovisie Songfestival (AVROTROS) Ewout in de verslavingskliniek (Videoland)                                                                 | FOMO Show (NPO 3/KRO-NCRV) Politievlog (Polizei-Vlogger Jan-Willem Schut) Rondje Binnenhof (NOS)                                                                 |
| 2023 | Oogappels (BNNVARA) (39%) B&B Vol Liefde (RTL 4) De Oranjezomer (SBS6)                                                                                           | Hélène Hendriks (SBS6) Raven van Dorst (BNNVARA) André van Duin (Omroep MAX)                                                                                                | Hélène Hendriks (SBS6) Raven van Dorst (BNNVARA) André van Duin (Omroep MAX)                                                                                                | Bertrie Wierenga (KRO-NCRV/RTL 4) Kim van Kooten (AVROTROS) Robert de Hoog (AVROTROS/RTL 4)                                                                      | Steven & Jamie Kazàn – Road to Vegas (AVROTROS) H3L (Videoland) Voor het blok (AVROTROS)                                                                         | Noa Vahle (SBS6/Viaplay) Jurre Geluk (BNNVARA) Monica Geuze (RTL 4/Videoland)                                                                                    | Afscheidsconcert Rob de Nijs (Omroep MAX) Kopen Zonder Kijken (RTL 4) Undercover in Nederland (SBS6)                                                             | Politie 24/7 (Polizei) Vlog (Monica Geuze) FOMO Show (KRO-NCRV)                                                                                                  |
| 2022 | Even tot hier (BNNVARA) (70 %) De Bevers (RTL 5) Het Jachtseizoen (SBS6)                                                                                         | Tim Hofman (BNNVARA) Raven van Dorst (BNNVARA) André van Duin (Omroep MAX)                                                                                                  | Tim Hofman (BNNVARA) Raven van Dorst (BNNVARA) André van Duin (Omroep MAX)                                                                                                  | Frank Lammers (Netflix/SBS6) Tygo Gernandt (AVROTROS) Angela Schijf (AVROTROS)                                                                                   | Hallo, ik heb kanker (EO) Hands Up (KRO-NCRV) Steken en Prikken (BNNVARA)                                                                                        | Soy Kroon (KRO-NCRV) Splinter Chabot (AVROTROS) Giel de Winter (SBS 6)                                                                                           | #BOOS met BOOS: This is The Voice (BNNVARA) Goede tijden, slechte tijden (RTL 4) Make Up Your Mind (RTL 4)                                                       | Open Kaart (Robbert Rodenburg) Politievlogger Jan-Willem (Jan-Willem Schut) Onmogelijk (StukTV)                                                                  |
| 2021 | De kinderen van Ruinerwold (BNNVARA) (54 %) Een huis vol (KRO-NCRV) Mocro Maffia (Videoland)                                                                     | André van Duin (Omroep MAX) Arjen Lubach (VPRO) Fred van Leer (RTL 4/Videoland/TLC)                                                                                         | Nikkie de Jager (AVROTROS/RTL 4/Videoland) Hélène Hendriks (SBS 6/Veronica/ESPN) Marieke Elsinga (RTL 4/RTL 5)                                                              | Elise Schaap (Netflix/SBS6/RTL 4) Angela Schijf (AVROTROS) Frank Lammers (Netflix/SBS6)                                                                          | De zomer van Zoë (AVROTROS) Make-Up Cup (AVROTROS) Mollenstreken (AVROTROS)                                                                                      | Rob Kemps (BNNVARA/SBS6) Monica Geuze (Videoland) Raven van Dorst (BNNVARA/SBS6)                                                                                 | | Linda’s Kankerverhaal (LINDA./Linda Hakeboom) Giro di Tietema (Tour de Tietema) Jachtseizoen (StukTV)                                                            |
| 2020 | Over Mijn Lijk (BNNVARA) (63 %) Beste Zangers (AVROTROS) Nick, Simon & Kees: Homeward Bound (AVROTROS)                                                           | Tim Hofman (BNNVARA) André van Duin (Omroep MAX) Beau van Erven Dorens (RTL 4)                                                                                              | Chantal Janzen (RTL 4) Eva Jinek (RTL 4) Miljuschka Witzenhausen (RTL 4) | Elise Schaap (Netflix/SBS6/RTL 4) André van Duin (Omroep MAX) Angela Schijf (AVROTROS)                                                                           | Beestenbrigade (KRO-NCRV) Dropje (NTR) H3L (Videoland) | Martien Meiland (SBS6) Bram Krikke (PowNed) Holly Mae Brood (RTL 5)                                                                                              | | #BOOS (BNNVARA/Tim Hofman) Politievlogger Jan-Willem (Jan-Willem Schut) Jachtseizoen (StukTV)                                                                    |
| 2019 | Chateau Meiland (SBS6) (55 %) Beste Zangers (AVROTROS) Expeditie Robinson (RTL 5)                                                                                | Beau van Erven Dorens (RTL 4) André van Duin (Omroep MAX) Arjen Lubach (VPRO)                                                                                               | Chantal Janzen (RTL 4) Eva Jinek (KRO-NCRV) Floortje Dessing (BNNVARA) | Elise Schaap (Netflix/SBS6/RTL 4) Chantal Janzen (RTL 4) Ilse Warringa (AVROTROS)                                                                                | Zappsport (AVROTROS) CupCakeCup (AVROTROS) Kinderen voor Kinderen (BNNVARA)                                                                                      | Nienke Plas (KRO-NCRV) Frank Jansen & Rogier Smit (SBS6) Holly Mae Brood (RTL 5)                                                                                 | Heel Holland Bakt (Omroep MAX) Boer zoekt Vrouw (Nederland) (KRO-NCRV) Expeditie Robinson (RTL 5)                                                                | Shitty Diary (Nienke Plas) #BOOS (BNNVARA/Tim Hofman) Jachtseizoen (StukTV)                                                                                      |
| 2018 | Beau Five Days Inside (RTL 4) (52 %) De Luizenmoeder (AVROTROS) Expeditie Robinson (RTL 5)                                                                       | Beau van Erven Dorens (RTL 4) Johnny de Mol (RTL 4/SBS6) Humberto Tan (RTL 4)                                                                                               | Chantal Janzen (RTL 4) Eva Jinek (KRO-NCRV) Geraldine Kemper (BNNVARA) | Ilse Warringa (AVROTROS/RTL 4/RTL 5) Jennifer Hoffman (AVROTROS/SBS6) Lies Visschedijk (RTL 4)                                                                   | De Eindmusical (AVROTROS) Bommetje! (AVROTROS) De Viral Fabriek (Nickelodeon)                                                                                    | Kaj Gorgels (RTL 4/RTL 5) Ellie Lust (AVROTROS) Nienke Plas (RTL 5)                                                                                              | Wie is de Mol? (AVROTROS) Expeditie Robinson (RTL 5) Zondag met Lubach (VPRO)                                                                                    | |
| 2017 | Zondag met Lubach (VPRO) (47 %) Beste Zangers (AVROTROS) Expeditie Robinson (RTL 5)                                                                              | Wilfred Genee (RTL 7) Arjen Lubach (VPRO) Beau van Erven Dorens (RTL 4) | Eva Jinek (KRO-NCRV) Floortje Dessing (BNNVARA) Geraldine Kemper (BNNVARA)                                                                                                  | Jeroen van Koningsbrugge (BNNVARA) Erik de Vogel (RTL 4) Thom Hoffman (SBS6) Angela Schijf (AVROTROS) Elise Schaap (RTL 4) Isa Hoes (SBS6)                       | Brugklas (AVROTROS) Bommetje! (AVROTROS) Hallo, ik heb kanker (EO)                                                                                               | Marieke Elsinga (RTL 4) Anna Nooshin (RTL 5) Özcan Akyol (NTR)                                                                                                   | | |
| 2016 | Floortje naar het einde van de wereld (VARA) (64 %) Geer & Goor: Zoeken een hobby! (RTL 4) Penoza IV (KRO-NCRV)                                                  | Humberto Tan (RTL 4) Art Rooijakkers (AVROTROS) Johnny de Mol (RTL 4) | Chantal Janzen (RTL 4) Floortje Dessing (VARA) Geraldine Kemper (BNN) | Thom Hoffman (SBS6) Achmed Akkabi (RTL 4/RTL 5) Victor Reinier (AVROTROS) Angela Schijf (AVROTROS) Isa Hoes (SBS6) Monic Hendrickx (KRO-NCRV)                    | Pauls Puber Kookshow (VARA) Brugklas (AVROTROS) Puberruil (KRO-NCRV)                                                                                             | Pip Pellens (RTL 5) Gwen van Poorten (BNN) Philippe Geubels (BNN)                                                                                                | | |
| 2015 | SynDROOM (RTL 4) (60 %) Expeditie Robinson (RTL 5) Streetlab (Katholieke Radio Omroep (KRO))                                                                     | Johnny de Mol (RTL 4/RTL 7) Humberto Tan (RTL 4) Jeroen van Koningsbrugge (RTL 4/SBS6/BNN/AVROTROS)                                                                         | Chantal Janzen (RTL 4) Floortje Dessing (BNN) Geraldine Kemper (BNN) | | Freeks wilde wereld (VPRO) Brugklas (AVROTROS) Puberruil (KRO)                                                                                                   | Jan Versteegh (BNN) Arjen Lubach (VPRO) Luuk Ikink (RTL 4) | | |
| 2014 | Flikken Maastricht (TROS) (46 %) Penoza III (KRO) SynDROOM (RTL 4)                                                                                               | Humberto Tan (RTL 4) Art Rooijakkers (AVRO) Johnny de Mol (RTL 4/5/7) | Chantal Janzen (RTL 4) Floortje Dessing (BNN) Linda de Mol (RTL 4) | | Checkpoint (EO) Freek in het wild (VPRO) Wie is de Mol? Junior (AVRO)                                                                                            | Ruud Feltkamp (RTL 4) Luuk Ikink (RTL 4) Richard Groenendijk (RTL 4)                                                                                             | | |
| 2013 | Wie is de Mol? (AVRO) (49 %) Flikken Maastricht (TROS) Divorce (RTL 4)                                                                                           | Johnny de Mol (Veronica/SBS6) Art Rooijakkers (AVRO) Jeroen van Koningsbrugge (RTL 4)                                                                                       | Linda de Mol (RTL 4) Chantal Janzen (RTL 4) Wendy van Dijk (RTL 4) | | Sinterklaasjournaal (NTR) Junior Masterchef (Net5) Checkpoint (EO)                                                                                               | Kees Tol (TROS) Ferry Doedens (RTL 4/RTL 5) Pieter Derks (NCRV/VARA)                                                                                             | | |
| 2012 | The Voice of Holland (RTL 4) (49 %) Wie is de Mol? (AVRO) Ali B op volle toeren (TROS)                                                                           | Ali B (TROS) Jeroen van Koningsbrugge (RTL 4) Matthijs van Nieuwkerk (VARA)                                                                                                 | Yvon Jaspers (KRO) Linda de Mol (RTL 4) Wendy van Dijk (RTL 4) | | Het Klokhuis (NTR) Checkpoint (EO) Sinterklaasjournaal (NTR) | Gerard Ekdom (AVRO) Britt Dekker (RTL 5) Kim-Lian van der Meij (AVRO)                                                                                            | | |
| 2011 | Voetbal International (RTL 7) (37 %) Wie is de Mol? (AVRO) The Voice of Holland (RTL 4)                                                                          | Jeroen van Koningsbrugge (RTL 4/AVRO) Johan Derksen (RTL 7) Johnny de Mol (Veronica)                                                                                        | Linda de Mol (RTL 4) Wendy van Dijk (RTL 4) Chantal Janzen (AVRO/RTL 4) | | Taarten van Abel (VPRO) Het Klokhuis (NTR) Sinterklaasjournaal (NTR)                                                                                             | Guus Meeuwis (RTL 4) Erik Dijkstra (VARA / RTL 7) Rámon Verkoeijen (BNN)                                                                                         | | |
| 2010 | De TV Kantine (RTL 4) (38 %) Wie is de Mol? (AVRO) Ik hou van Holland (RTL 4)                                                                                    | Jeroen van Koningsbrugge (RTL 4/VPRO) Joris Linssen (NCRV) Matthijs van Nieuwkerk (VARA/NPS)                                                                                | Yvon Jaspers (KRO/BNN) Linda de Mol (RTL 4) Irene Moors (RTL 4) | | Sesamstraat (NPS) Het Klokhuis (NPS) Taarten van Abel (VPRO) | Jan Kooijman (RTL 4/RTL 5) René van der Gijp (RTL 7) Jan Smit (TROS)                                                                                             | | |
| 2009 | Gooische Vrouwen (RTL 4) (53 %) Wie is de Mol? (AVRO) Boer zoekt Vrouw Extra (KRO)                                                                               | Ruben Nicolai (AVRO) Johnny de Mol (Veronica) Matthijs van Nieuwkerk (VARA/NPS)                                                                                             | Yvon Jaspers (KRO) Linda de Mol (RTL 4) Anita Witzier (KRO) | | NOS Jeugdjournaal (NOS) Het Klokhuis (NPS) Sesamstraat (NPS) | Lieke van Lexmond (RTL 4) Eva Jinek (NOS) Valerio Zeno (BNN) | | |
| 2008 | Mooi! Weer De Leeuw (VARA) (48 %) Gooische Vrouwen (RTL 4) Op zoek naar Evita (AVRO)                                                                             | Paul de Leeuw (VARA) Ruben Nicolai (BNN) Matthijs van Nieuwkerk (VARA) | Yvon Jaspers (KRO) Linda de Mol (RTL 4) Sophie Hilbrand (BNN) | | SpangaS (NCRV) Het Klokhuis (NPS) NOS Jeugdjournaal (NOS) | Yolanthe Cabau van Kasbergen (TROS) Nicolette Kluijver (BNN) Nicolette van Dam (RTL 4)                                                                           | | |
| 2007 | De Wereld Draait Door (VARA) (45 %) Mooi! Weer De Leeuw (VARA) Gooische Vrouwen (Tien)                                                                           | Paul de Leeuw (VARA) Ruben Nicolai (BNN) Matthijs van Nieuwkerk (VARA) | Anita Witzier (KRO) Wendy van Dijk (RTL 4) Yvon Jaspers (KRO) | | Het Huis Anubis (Nickelodeon) De Club van Sinterklaas (Jetix) Het Klokhuis (NPS)                                                                                 | | | |
| 2006 | De Lama’s (BNN) Dancing with the Stars (RTL 4) Gooische Vrouwen (Talpa)                                                                                          | Paul de Leeuw (VARA) Patrick Lodiers (BNN) Matthijs van Nieuwkerk (VARA) | Yvon Jaspers (KRO) Anita Witzier (Katholieke Radio OmroepKRO) Sophie Hilbrand (BNN)                                                                                         | | Junior Songfestival (AVRO) Het Klokhuis (NPS) NOS Jeugdjournaal (NOS)                                                                                            | | | |
| 2005 | Gewoon Jan Smit (TROS) Boer zoekt Vrouw (KRO) Hart van Nederland (SBS6) Peter R. de Vries, misdaadverslaggever (SBS6)                                            | Jochem van Gelder (NCRV) Carlo Boszhard (RTL 4) Paul de Leeuw (VARA) | Wendy van Dijk (SBS6) Yvon Jaspers (KRO) Anita Witzier (KRO) | | ZipZoo: coördinaat X (AVRO) Buya (NCRV) Het Klokhuis (NPS) | | | |
| 2004 | De Bauers (RTL 4) De Lama’s (BNN) Expeditie Robinson (Net5) | Reinout Oerlemans (RTL 4) Rik Felderhof (NCRV) Peter R. de Vries (SBS6) | Wendy van Dijk (SBS6) Tooske Breugem (AVRO) Anita Witzier (Katholieke Radio OmroepKRO)                                                                                      | | ZOOP (Nickelodeon) Buya (NCRV) NOS Jeugdjournaal (NOS) | | | |
| 2003 | Hart in Aktie (SBS6) Idols (RTL 4) Life & Cooking (RTL 4) | Jack Spijkerman (VARA) Jochem van Gelder (NCRV) Carlo Boszhard (RTL 4) | Wendy van Dijk (SBS6) Irene Moors (RTL 4) Anita Witzier (KRO) | | Fox Kids Top 20 (Fox Kids) Het Klokhuis (NPS) NOS Jeugdjournaal (NOS)                                                                                            | | | |
| 2002 | Kopspijkers (VARA) Ushi en Van Dijk (SBS6) Wie is de Mol? (AVRO)                                                                                                 | Carlo Boszhard (RTL 4) Ivo Niehe (TROS) Peter R. de Vries (SBS6) | Irene Moors (RTL 4) Wendy van Dijk (SBS6) Anita Witzier (KRO) | Caroline de Bruijn (RTL 4) Aukje van Ginneken (RTL 4) Victoria Koblenko (RTL 4) Bas Muijs (RTL 4) Erik de Vogel (RTL 4) Teun Kuilboer (RTL 4)                    | Ernst, Bobbie en de rest (Fox Kids) Het Klokhuis (NPS) NOS Jeugdjournaal (NOS)                                                                                   | | | |
| 2001 | Spoorloos (KRO) Kopspijkers (VARA) Wie is de Mol? (AVRO) | Paul Witteman (VARA) Carlo Boszhard (RTL 4) Jack Spijkerman (VARA) | Linda de Mol (TROS) Caroline Tensen (TROS) Angela Groothuizen (AVRO) | | Zaai (VPRO) Het Klokhuis (NPS) Sesamstraat (NPS) | | | |
| 2000 | Westenwind (RTL 4) Big Brother (Veronica) Love Letters (TROS) | Robert ten Brink (SBS6) Ivo Niehe (TROS) Paul de Leeuw (VARA) | Wendy van Dijk (SBS6) Catherine Keyl (RTL 4) Anita Witzier (KRO) | | Willem Wever (NCRV) Het Klokhuis (NPS) Zaai (VPRO) | | Friends (Veronica) | |
| 1999 | Toen was geluk heel gewoon (KRO) Laat de Leeuw (VARA) Westenwind (RTL 4)                                                                                         | Paul de Leeuw (VARA) Harmen Siezen (NOS) Paul Witteman (VARA) | Daniëlle Overgaag (NOS) Judith de Klijn (VOO) Annette Barlo (VARA) | | Het Klokhuis (NPS) Geef Nooit Op (RTL 4) Teletubies (TELEAC) | | The Nanny (NCRV) | |
| 1998 | Villa Felderhof (NCRV) Laat de Leeuw (VARA) Unit 13 (VARA) | Rik Felderhof (NCRV) Coen Flink Paul de Leeuw (VARA) | Aldith Hunkar (NOS) Irene van de Laar Ellemijn Veldhuijzen van Zanten | | Willem Wever (NCRV) Het Klokhuis (NPS) Geef Nooit Op (RTL 4) | | Wolff (RTL 4) Friends (Veronica) ATWT (RTL 4) The Oprah Winfrey Show (RTL 4) The X-Files (RTL) Jambers (RTL 4)                                                   | |
| 1997 | Baantjer (RTL 4) Blik op de weg (NCRV) Villa Felderhof (NCRV) | Robert ten Brink Ivo Niehe Paul Witteman | Caroline de Bruijn (RTL 4) Irene van de Laar Yvonne van den Hurk | | Telekids (RTL 4) NOS Jeugdjournaal (NOS) Geef Nooit Op (RTL 4)                                                                                                   | | ER (AVRO) | |
| 1996 | Oppassen!!! (VARA) BNN (Veronica) Baantjer (RTL 4) | | | | | | Commissaris Rex (RTL 4) Mr. Bean (VPRO) ER (AVRO) | |
| 1995 | Goede tijden, slechte tijden (RTL 4) Het Zonnetje in Huis (VARA) Bureau Kruislaan (VARA) Onderweg naar Morgen (TROS/Veronica)                                    | | | | | | Schone schijn (Keeping up appearances) (TROS) | |
| 1994 | Vrouwenvleugel (RTL 4) Goede tijden, slechte tijden (RTL 4) De schreeuw van de leeuw (VARA)                                                                      | | | | | | Derrick (TROS) | |
| 1993 | All You Need Is Love (Veronica) Goede tijden, slechte tijden (RTL 4) Love Letters (TROS)                                                                         | | | | | | The Bold and the Beautiful (RTL 4) | |
| 1992 | Medisch Centrum West (TROS) Goede tijden, slechte tijden (RTL 4) In de Vlaamsche pot (Veronica)                                                                  | | | | | | The Flying Doctors (VARA) | |
| 1991 | Vrienden voor het leven (RTL 4) Goede tijden, slechte tijden (RTL 4) Medisch Centrum West (TROS)                                                                 | | | | | | | |
| 1990 | Ook dat nog! (KRO) (41,9 %) Keek op de week (VPRO) Medisch Centrum West (TROS)                                                                                   | | | | | | | |
| 1989 | Doet-ie 't of doet-ie 't niet (VARA) Ron's Honeymoon Quiz (TROS) AVRO Service Salon (AVRO)                                                                       | | | | | | | |
| 1988 | Surpriseshow (KRO) Medisch Centrum West (TROS) Ron's Honeymoon Quiz (TROS)                                                                                       | | | | | | | |
| 1987 | In de hoofdrol (AVRO) Dossier Verhulst (TROS) Reis om de wereld in 80 vragen (AVRO)                                                                              | | | | | | | |
| 1986 | Wedden dat..? (AVRO) Het wassende water (NCRV) De Appelgaard (KRO)                                                                                               | | | | | | | |
| 1985 | Playback show (KRO) De 1-2-3-show (KRO) Elfstedentocht | | | | | | | |
| 1984 | Zeg ’ns AAA (VARA) Herenstraat 10 (TROS) De Ted Show (NCRV) | | | | | | | |
| 1983 | De Weg (KRO) Opsporing Verzocht (AVRO) Nicht bekannt gemacht | | | | | | | |
| 1982 | Mensen zoals jij en ik (AVRO) Babbelonië (AVRO) Ja, natuurlijk (NCRV)                                                                                            | | | | | | | |
| 1981 | De Fabriek (TROS) Zeg 'ns AAA (VARA) André van Duin (TROS) | | | | | | | |
| 1980 | Martine Bijl (TROS) Kick Stokhuyzen (NCRV) Telebingo (AVRO) | | | | | | | |
| 1979 | AVRO’s Puzzeluur (AVRO) De Willem Ruis Show (Katholieke Radio OmroepKRO) Kick Stokhuyzen (NCRV)                                                                  | | | | | | | |
| 1978 | Dagboek van een herdershond (KRO) AVRO's Wie-kent-kwis (AVRO) Hollands Glorie (AVRO)                                                                             | | | | | | | |
| 1977 | Oudejaarsconference Wim Kan (VARA) AVRO’s Wie-kent-kwis (AVRO) De Willem Ruis Show (KRO)                                                                         | | | | | | | |
| 1976 | Nicht vergeben aufgrund einer auffallend großen Anzahl an Einsendungen mit gleicher Handschrift; das AVRO’s Wie-kent-kwis hätte so die meisten Stimmen erhalten. | Nicht vergeben aufgrund einer auffallend großen Anzahl an Einsendungen mit gleicher Handschrift; das AVRO’s Wie-kent-kwis hätte so die meisten Stimmen erhalten.            | Nicht vergeben aufgrund einer auffallend großen Anzahl an Einsendungen mit gleicher Handschrift; das AVRO’s Wie-kent-kwis hätte so die meisten Stimmen erhalten.            | Nicht vergeben aufgrund einer auffallend großen Anzahl an Einsendungen mit gleicher Handschrift; das AVRO’s Wie-kent-kwis hätte so die meisten Stimmen erhalten. | Nicht vergeben aufgrund einer auffallend großen Anzahl an Einsendungen mit gleicher Handschrift; das AVRO’s Wie-kent-kwis hätte so die meisten Stimmen erhalten. | Nicht vergeben aufgrund einer auffallend großen Anzahl an Einsendungen mit gleicher Handschrift; das AVRO’s Wie-kent-kwis hätte so die meisten Stimmen erhalten. | Nicht vergeben aufgrund einer auffallend großen Anzahl an Einsendungen mit gleicher Handschrift; das AVRO’s Wie-kent-kwis hätte so die meisten Stimmen erhalten. | Nicht vergeben aufgrund einer auffallend großen Anzahl an Einsendungen mit gleicher Handschrift; das AVRO’s Wie-kent-kwis hätte so die meisten Stimmen erhalten. |
| 1975 | Dag Dag Heerlijke Lach (TROS) Farce Majeure (NCRV) Ted de Braak (NCRV)                                                                                           | | | | | | | |
| 1974 | Willem Duys (Oeuvreprijs, AVRO) Berend Boudewijn (KRO) Farce Majeure (NCRV)                                                                                      | | | | | | | |
| 1973 | De Berend Boudewijn Kwis (KRO) Bartje (NCRV) De Ombudsman (VARA)                                                                                                 | | | | | | | |
| 1972 | Eén van de acht (VARA) Willem Duys (AVRO) De Ombudsman (VARA) | | | | | | | |
| 1971 | De kleine waarheid (NCRV) De Ombudsman (VARA) Willem Duys (AVRO)                                                                                                 | | | | | | | |
| 1970 | ’t Schaep met de 5 pooten (KRO) Floris (NTS) De kleine zielen (NCRV)                                                                                             | | | | | | | |
| 1969 | De Fabeltjeskrant (NOS) De Glazen Stad (NCRV) Dagboek (KRO) | | | | | | | |
| 1968 | nicht vergeben | | | | | | | |
| 1967 | Ja zuster, nee zuster (VARA) Hetty Blok (VARA) Joop Doderer (NCRV)                                                                                               | | | | | | | |
| 1966 | Zo is het toevallig ook nog eens een keer (VARA) Voor de vuist weg (AVRO) Memorandum van een dokter (NCRV)                                                       | | | | | | | |
| 1965 | Onemanshow, Toon Hermans (AVRO) Kijkt u ook vanavond? (AVRO) Willy & Willeke (AVRO)                                                                              | | | | | | | |
| 1964 | Stiefbeen en zoon (NCRV) Rudi Carrell Show (AVRO) Voor de vuist weg (AVRO)                                                                                       | | | | | | | |

#### Anzahl Preise pro Rundfunkgesellschaft
| Rundfunkgesellschaft        | Gouden Televizier-Ring | Televizier-Ster Presentator | Zilveren Televizier-Ster (Mann) | Zilveren Televizier-Ster (Frau) | Gouden Stuiver / Magriet Kinderprijs | Oeuvre Award | Televizier Talent Award | Zilveren Televizier Tulp | Gesamtanzahl Preise |
| --------------------------- | ---------------------- | --------------------------- | ------------------------------- | ------------------------------- | ------------------------------------ | ------------ | ----------------------- | ------------------------ | ------------------- |
| RTL                         | 12×                    |                             | 7×                              | 6×                              | 2×                                   | 1×           | 4×                      | 3×                       | 35                  |
| AVRO                        | 7×                     |                             | 1×                              | 3×                              | 4×                                   | 1×           | 1×                      |                          | 17                  |
| TROS                        | 5×                     |                             | 1×                              | 1×                              | 1×                                   |              | 1×                      | 2×                       | 11                  |
| VARA                        | 11×                    |                             | 6×                              |                                 | 1×                                   |              |                         | 1×                       | 17                  |
| KRO                         | 9×                     |                             |                                 | 6×                              |                                      | 1×           |                         | 1×                       | 17                  |
| NCRV                        | 3×                     |                             | 1×                              |                                 | 3×                                   |              | 1×                      | 1×                       | 9                   |
| SBS                         | 2×                     |                             | 1×                              | 4×                              |                                      |              |                         |                          | 7                   |
| VPRO                        | 1×                     |                             | 1×                              |                                 | 2×                                   |              |                         |                          | 4                   |
| NPS/NTR                     |                        |                             |                                 |                                 | 3×                                   |              |                         |                          | 3                   |
| BNN                         | 1×                     |                             |                                 | 1×                              |                                      |              |                         |                          | 2                   |
| NOS                         | 1×                     |                             |                                 |                                 | 1×                                   |              |                         |                          | 2                   |
| Veronica Omroep Organisatie | 1×                     |                             |                                 |                                 |                                      |              |                         | 1×                       | 2                   |
| Fox Kids                    |                        |                             |                                 |                                 | 2×                                   |              |                         |                          | 2                   |
| Nickelodeon                 |                        |                             |                                 |                                 | 2×                                   |              |                         |                          | 2                   |
| EO                          |                        |                             |                                 |                                 | 1×                                   |              |                         |                          | 1                   |
| BNNVARA                     | 2×                     |                             | 1×                              |                                 |                                      |              | 1×                      |                          | 4                   |

#### Preise pro Sendeanstalt
| Organisation       | Gouden Televizier-Ring | Zilveren Televizier-Ster (Mann) | Zilveren Televizier-Ster (Frau) | Gouden Stuiver / Margriet Kinderprijs | Oeuvre Award | Televizier Talent Award | Zilveren Televizier Tulp | Gesamtanzahl Preise |
| ------------------ | ---------------------- | ------------------------------- | ------------------------------- | ------------------------------------- | ------------ | ----------------------- | ------------------------ | ------------------- |
| NPO                | 40×                    | 10×                             | 2×                              | 12×                                   | 3×           | 5×                      | 5×                       | 76                  |
| RTL Nederland      | 12×                    | 7×                              | 6×                              | 2×                                    | 1×           | 4×                      | 3×                       | 35                  |
| SBS Broadcasting   | 2×                     | 1×                              | 4×                              |                                       |              |                         | 1×                       | 8                   |
| VIMN (Nickelodeon) |                        |                                 |                                 | 2×                                    |              |                         |                          | 2                   |
| Fox Kids           |                        |                                 |                                 | 2×                                    |              |                         |                          | 2                   |

## Überreichung des Hauptpreises
Der Gouden Televizier-Ring wird meistens von einer prominenten Person überreicht. Dies waren neben vielen anderen:
- 1977 – Rein van Rooij
- 1982 – Anneke Schat
- 1986 – Martine Bijl
- 1987 – Paul van Vliet
- 1990 – Rein van Rooij
- 1991 – Mies Bouwman
- 1992 – Paul Verhoeven
- 1993 – Elco Brinkman
- 1994 – Ruud Hendriks
- 1995 – Willeke van Ammelrooy
- 1996 – Linda de Mol
- 1997 – Ruby Wax
- 1998 – Rick van der Ploeg
- 1999 – Fran Drescher
- 2000 – Bart de Graaff
- 2001 – Simone Kleinsma
- 2002 – Paul de Leeuw
- 2003 – Jack Spijkerman
- 2004 – Wendy van Dijk
- 2005 – Piet Römer
- 2006 – Paul Verhoeven
- 2007 – Robert ten Brink
- 2008 – Peter R. de Vries
- 2009 – Matthijs van Nieuwkerk
- 2010 – André van Duin
- 2011 – Mies Bouwman
- 2012 – Epke Zonderland
- 2013 – Sacha de Boer
- 2014 – Ilse DeLange
- 2015 – Jette van der Meij und Bartho Braat
- 2016 – Harmen Siezen und Dionne Stax
- 2017 – Robert ten Brink
- 2018 – Maarten van der Weijden
- 2019 – Dione de Graaff und Herman van der Zandt
- 2020 – Matthijs van Nieuwkerk
- 2021 – Sifan Hassan
- 2022 – Rob Kemps

## Radiopreise
Seit 2006 werden außerhalb der Gala auch Zuhörerpreise für das Radio vergeben:
- Der Gouden RadioRing, der Preis für die beste Radiosendung
- Der Zilveren RadioSterren, der Preis für den/die besten Radiomoderator oder Radiomoderatorin
- Das Gouden Radio-Oortje (etwa: kleines Ohr), der Preis für die beste Radioveranstaltung

## Spezialpreise
- 1998 und 1999 wurde der Preis De Bewondering an die auffälligste TV-Persönlichkeit verliehen. Jeweils an Rik Felderhof und Paul de Leeuw.
- Zwischen 1997 und 1999 gab es den Viva-ster für die bedeutendste Fernsehpersönlichkeit. Jeweils an Aldith Hunkar und Daniëlle Overgaag.
- 2001 wurde einmalig der Preis für die beste Sendung der 50-jährigen Geschichte des niederländischen Fernsehens verliehen. Dieser Preis ging an die Kinderserie Swiebertje (103 Folgen zwischen 1955 und 1975).
- Im Jahr 2011 wurde das Magazin Man bijt hond (Mann beißt Hund) zur kultigsten Fernsehsendung in sechzig Jahren niederländischer Fernsehgeschichte gekürt.